# Edward Osei-Nketia
Edward Osei-Nketia (* 8. Mai 2001 in Auckland) ist ein neuseeländischer Leichtathlet, der in den Sprintdisziplinen an den Start geht.

## Leben
Edward Osei-Nketia wurde als Sohn des ghanaischstämmigen ehemaligen Nationalrekordhalters über 100 Meter, Gus Nketia, in Auckland geboren. Er war stets sportlich aktiv und hegt neben der Leichtathletik, auch ein großes sportliches Interesse an der Nationalsportart Rugby Union. Zuletzt lebte er überwiegend in Australien, nachdem seine Eltern mit ihm nach Canberra zogen als er zehn Jahre als war. Ein mögliches Erwerben der Staatsangehörigkeit Australiens, auch im Hinblick auf ein mögliches Engagement in der Sportart Australian Football, steht im Raum. Er trainiert bei North Harbour Bays, wo auch bereits sein Vater aktiv war und studiert, mittels Stipendium, am Scots College in Wellington.

## Sportliche Laufbahn
Osei-Nketia tritt seit 2015 in Wettkämpfen in der Leichtathletik an. Damals startete er über 100 und 200 Meter bei den Australischen Schulmeisterschaften, bei denen er jeweils vordere Plätze erreichen konnte. Ein Jahr später schaffte er in beiden Disziplinen jeweils deutliche Steigerungen der Bestzeit. 2017 nahm er an den Australischen U18-Meisterschaften in Sydney teil, bei denen er über 100 Meter die Goldmedaille gewinnen konnte und über 200 Meter zudem Bronze gewann. 2019 nahm er erstmals an den Australischen Meisterschaften der Erwachsenen teil. Im Halbfinale der 100 Meter, die er anschließend gewinnen konnte, stellte er dabei mit 10,19 s seine persönliche Bestzeit auf. Damit erfüllte er auch die Voraussetzungen, um an den Weltmeisterschaften in Doha teilzunehmen. Zuvor startete er im Juni bei den Ozeanienmeisterschaften in Townsville. Über 100 Meter konnte er dabei in 10,34 s die Goldmedaille gewinnen. Bei den Weltmeisterschaften im September lief er im Vorlauf 10,24 s, mit denen er als Fünfter des Laufs ausschied. 2020 wurde er sowohl über 100 als auch über 200 Meter erstmals Neuseeländischer Meister. Zwei Jahre später gelang ihm dies erneut. 2022 trat er wieder bei den Ozeanienmeisterschaften an, bei denen er im 100-Meter-Lauf diesmal die Silbermedaille gewann.
Im Juli 2022 startete er bei seinen zweiten Weltmeisterschaften. Im Vorlauf stellte er in 10,08 s einen neuen neuseeländischen Nationalrekord im 100-Meter-Lauf auf und erreichte als Zweiter seines Laufes das Halbfinale. Darin war er anschließend allerdings chancenlos und schied als Vorletzter aus.

## Wichtige Wettbewerbe
| Jahr                   | Veranstaltung           | Ort                    | Platz                  | Disziplin              | Zeit                   |
| Startet für Neuseeland | Startet für Neuseeland  | Startet für Neuseeland | Startet für Neuseeland | Startet für Neuseeland | Startet für Neuseeland |
| ---------------------- | ----------------------- | ---------------------- | ---------------------- | ---------------------- | ---------------------- |
| 2019                   | Ozeanienmeisterschaften | Townsville             | 1.                     | 100 m                  | 10,34 s                |
| 2019                   | Weltmeisterschaften     | Doha                   | 26.                    | 100 m                  | 10,24 s                |
| 2022                   | Ozeanienmeisterschaften | Mackay                 | 2.                     | 100 m                  | 10,23 s                |
| 2022                   | Weltmeisterschaften     | Eugene                 | 22.                    | 100 m                  | 10,29 s                |

## Persönliche Bestleistungen
Freiluft
- 100 m: 10,08 s, 15. Juli 2022, Eugene, (neuseeländischer Rekord)
- 200 m: 20,76 s, 28. Januar 2019, Canberra